# Liu Junxi
Liu Junxi (chinesisch 刘俊茜; * 11. Dezember 2003 in Taizhou) ist ein chinesischer Hürdenläufer, der sich auf die 110-Meter-Distanz spezialisiert hat.

## Sportliche Laufbahn
Erste internationale Erfahrungen sammelte Liu Junxi im Jahr 2024, als er bei den Hallenweltmeisterschaften in Glasgow mit 7,74 s im Halbfinale im 60-Meter-Hürdenlauf ausschied. Im August nahm er an den Olympischen Sommerspielen in Paris teil und schied dort mit 13,52 s in der Hoffnungsrunde aus. Im Jahr darauf gewann er bei den Hallenweltmeisterschaften in Nanjing in 7,55 s die Bronzemedaille über 60 m Hürden hinter dem US-Amerikaner Grant Holloway und Wilhem Belocian aus Frankreich. Ende April wurde er bei der Xiamen Diamond League in 13,24 s Dritter über 110 m Hürden und im Mai gewann er bei den Asienmeisterschaften in Gumi in 13,31 s die Silbermedaille hinter dem Japaner Rachid Muratake.

## Persönliche Bestzeiten
- 110 m Hürden: 13,24 s (+0,3 m/s), 26. April 2025 in Xiamen
  - 60 m Hürden (Halle): 7,47 s, 23. Februar 2025 in Nanjing